# Уркварт, Изабель
Изабель Уркварт (англ. Isabelle Urquhart) — американская актриса и певица-контральто, ставшая известной благодаря своей работе в комических операх и мюзиклах.

## Биография
Уркварт родилась в Нью-Йорке и утверждала, что получила образование в монастыре.
Изабель подписала контракт с оперными компаниями Richard D'Oyly Carte и E. E. Rice Opera Companies' production для выступления в спектаклях их продукции. 19 февраля 1881 года, впервые выступила в составе хора в опере «Билли Тейлор», в Манхэттенском Театре. Изабель также играла второстепенную роль на премьере оперы «Эльфы и Русалки», длительность которой составила лишь три спектакля, так как менеджер украл все деньги из будки билетёра и скрылся с ними. Помимо этого актриса пела вместе с хором во время спектакля «Клод Дюваль».
Позже Изабель подписала контракт с Дейли Августином, выступая с 1882 по 1883 год в оперных спектаклях «Прохождение полка, иглы и булавки» и «Оруженосец». В спектакле «Оруженосец» ещё 17-летняя Изабель должна была сыграть роль 97-летней пожилой дамы, что не обошлось без нареканий со стороны молодой актрисы. Изабель предлагали продолжить свою карьеру, участвуя в комических операх, так как там более высокая зарплата, хотя в своём интервью актриса отметила, что предпочитает «настоящую драму» комедиям. Тем не менее Изабель сумела добиться гораздо больших успехов в комедийных спектаклях, таких, как оперетта-хит «Эрмини», выступая в роли Дэм Каррутерс, которая проходила в Театре Казино с 1886 по 1888 год, роль в данной оперетте сделало Изабель довольно известной фигурой, так актриса решила отказаться от ношения нижней юбки, чтобы «подчеркнуть свою великолепную фигуру», также другая известная роль актрисы — Принцесса Гранада в опере «Разбойники», композитором которой является Жак Оффенбах и в свою очередь была переведена на английский язык Уильямом Швенком, также Изабель играла роль в опере «Мерриман и его горничная» (1888).
Изабель стала принимать участие в комедийных пьесах водевиль, так в 1987 году в театре Юнион-Сквер она исполнила роль сомой себя, где через одежду стремилась как можно больше подчеркнуть свои формы. Позже в бродвейском театре она принимала участие в спектаклях Дипломат (1902), Оружие и человек (1906) и Как он лгал её мужу (1906).
Уркварт вышла замуж за Гая Стэндинга и развелась через 6 лет, затем в течение 8 лет пробыла в браке с её учеником, после чего снова развелась в 1893 году.
Перед смертью Изабель была поражена перитонитом, попытки сохранить ей жизнь через две операции провалились и актриса умерла 7 февраля 1907 года в Нью-Йорке, Рочестере.